# Calle de Na Marcena
La calle de Na Marcena es una vía pública de la ciudad española de Sagunto.

## Descripción
La vía discurre desde la plaza del Algezar hasta después de cruzarse con la de San Ramón. Antes de ostentar el título actual, se conoció como «calle de Vitoria». Aparece descrita en el Nomenclator de las calles, plazas y puertas antiguas y modernas de la ciudad de Sagunto (1901) de Antonio Chabret y Fraga con las siguientes palabras:

Na Marcena (calle de). Empieza en la plaza del Algezar y concluye en la montaña. Esta denominación es moderna, y como se ha dicho al hablar de la plaza del Hospital, se compone del prenotado Na y el apellido del marido, de ahí que Na-Marcena significa la señora de Marcen. Anteriormente se llamaba esta calle de Vitoria, como se dirá en su lugar. Al final de la calle en el mismo monte, junto al muro del recinto, hay un lugar que antiguamente llamaban cantalar y ahora el cantal gros, refiriéndose á un enorme canto desprendido de lo alto, que todavía existe.
(Chabret y Fraga, 1901a, p. 70)